# Thymus japonicus
{{#ifeq:0|0|{{#if:|{{#if:Thymusjaponicus|[[]}}|}}}}
Thymus japonicus — вид рослин родини глухокропивові (Lamiaceae), поширений у Кореї та Японії.

## Опис
Листки коротко черешкові, переважно еліптичні, війчасті, запушені, виразно жилчасті й залозисті, дрібнозубчасті. Суцвіття головчасте, у плодах подовжене; віночок ≈ 7 мм.

## Поширення
Поширений у Кореї та Японії.